# VVS MVO Moscou
Le VVS MVO Moscou est un club omnisports du milieu du XXe siècle en Union soviétique basé à Moscou. Le club existe entre 1946 et 1953 ; il représente l'armée de l'air soviétique et est dirigé toute son histoire par Vassili Djougachvili, fils de Joseph Staline.
L'équipe de hockey est la section la plus couronnée avec trois titres de champions d'URSS en 1951, 1952 et 1953. En 1952, le club est également champion de basket-ball et de volley-ball. 

## Historique

### Les débuts
Le club est celui de l'armée de l'air soviétique pour la région militaire de Moscou ; ainsi, en russe, le club est celui du Военно-воздушные Силы Московского военного округа – Voenno-Vozdushnye Sily Moskovskogo Voïennogo Okrouga – soit en initiales VVS MVO. Plusieurs équipes jouent les différentes compétitions sportives à partir des années 1940 : le football, le hockey sur glace, le basket-ball et le volley-ball. Dès sa création, le VVS est dirigé par Vassili Djougachvili, fils de Joseph Staline ; il occupera ainsi le poste de président toute la durée d'existence du VVS. 
En 1945, l'équipe de football termine la saison à la deuxième place du deuxième échelon soviétique. Dès la saison suivante, l'équipe se classe premier du championnat et rejoint ainsi le groupe A pour la saison 1947. Le 22 décembre 1946, le championnat d'URSS de hockey sur glace est mis en place entre douze équipes. Deux phases ont lieu avec une première constituée de trois poules de quatre équipes puis une seconde phase avec les trois meilleures formations d'un côté et les quatre suivantes de l'autre. Le VVS termine deuxième de son groupe puis deuxième de la poule de consolante. Anatoli Tarassov occupe le double rôle d'entraîneur-joueur de l'équipe et il termine meilleur buteur de la saison avec 14 buts. 
Avec trois victoires et cinq nuls en 24 rencontres, l'équipe du VVS termine la saison 1947 de football à la dernière place du classement. Au hockey sur glace, l'équipe se classe septième de la saison 1947-1948 et ne supportant pas cette situation, le président du VVS utilise son nom pour enrôler de force l'ensemble de la première ligne du Spartak : Zdenek Zigmound, Ivan Novikov et Iouri Tarassov. Novikov termine à la troisième place des buteurs de la saison 1948-1949 mais cela ne suffit pas au VVS qui termine deuxième derrière le CDKA d'Anatoly Tarassov.
L'équipe de basket-ball du club finit à la troisième place des saisons 1949 et 1950.

### La catastrophe de 1950
Djougachvili décide alors de faire venir deux nouveaux joueurs du CDKA Moscou dans ses équipes avant les débuts de la saison 1949-1950 : Vsevolod Bobrov et Ievgueni Babitch. Le 7 janvier 1950, une catastrophe vient frapper le VVS. Alors que l'équipe doit rejoindre Tcheliabinsk, l'avion s'écrase à l'atterrissage, accident venant décimer l'intégralité de l'équipe hormis les deux anciens joueurs du CKDA et Viktor Chouvalov, originaire de Tcheliabinsk,.
La liste des joueurs et membres de l'encadrement de l'équipe qui perdent la vie lors de l'accident de Sverdlovsk est la suivante :
- Ivan Novikov
- Zdenek Zigmound
- Iouri Tarassov
- Garry Meloups
- Robert Choulmanis
- Iouri Jibourtovitch
- Viktor Issaïev
- Aleksandr Moïsseïev
- Galperine (médecin de l'équipe)
- Galkine - (masseur de l'équipe)
- Boris Bocharnikov (Entraîneur)

Bobrov ayant manqué le réveil doit se déplacer en train alors que Babitch n'est pas du voyage en raison d'une blessure. Avec 29 et 31 buts, les deux anciens du CKDA finissent en tête du classement de la saison mais leur équipe se classe troisième à l'issue de la saison régulière.

### Les années des titres

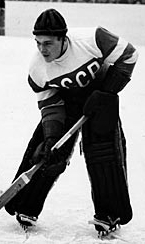
Nikolaï Poutchkov en 1954.

Djougachvili doit reconstruire toute son équipe pour la saison 1950-1951 et, comme à son habitude, il recrute les meilleurs joueurs des autres équipes dont le gardien de but du CKDA : Grigori Mkrtytchan. Le VVS possède ainsi un des meilleurs gardiens du championnat mais également les meilleurs joueurs offensifs : Bobrov compte 42 buts, Chouvalov 25 et Babitch 13 pour les première, deuxième et cinquième place du classement de la saison 1950-1951. Finalement après quatre saisons, le VVS remporte son premier titre de champion d'URSS avec neuf victoires et un nul lors de la phase finale. Cette année est également la première saison de la Coupe d'URSS mais le VVS ne parvient pas à remporter les deux trophées et perdent en finale contre le Krylia Sovetov.
L'effectif sacré champion d'URSS est le suivant :
- Gardiens de but : Grigori Mkrtytchan et Nikolaï Poutchkov
- Joueurs : Anatoli Arkhipov, Aleksandr Vinogradov, Pavel Jibourtovitch, Revold Leonov, Viktor Tikhonov, Igor Gorchkov, Ievgueni Babitch, Vsevolod Bobrov, Anatoli Viktorov, Piotr Kotov, Vladimir Novojilov, Aleksandr Striganov et Viktor Chouvalov
- Entraîneur : Vsevolod Bobrov

En 1951-1952, le VVS finit une nouvelle fois en tête du championnat puis remporte la finale du championnat jouée contre le CDSA, nouveau nom porté par le CDKA. Le VVS MVO remporte son deuxième titre à la suite d'une victoire 3-2 et met également la main sur la Coupe d'URSS. Les joueurs de Staline battent ainsi en finale le club du Krylia 6-5 avec trois buts inscrits par Bobrov. L'impact de Bobrov est plus important pour l'équipe de hockey que pour celle de football puisqu'en 1952, alors qu'il est l'entraîneur de l'équipe de football, cette dernière finit dans les quatre dernières du classement et est rétrogradée en classe B,. 
Au cours de cette même saison 1952, l'équipe de basket-ball termine à la première place du classement de la saison après avoir fini à la deuxième place au cours de la saison 1951. La section de volley-ball du VVS est également mise en avant en remportant le titre de champion d'URSS 1952.

### La fin du club
La saison 1952-53 est la dernière du club avec un nouveau championnat remporté par l'équipe et ceci malgré une blessure de leur attaquant vedette Bobrov dont le rôle est repris par Chouvalov, auteur de 44 buts. L'équipe perd en demi-finale de la Coupe d'URSS en étant battu par le Dinamo Moscou et le VVS ne participe finalement pas au championnat de football du groupe en 1953 puisque Joseph Staline meurt en mars 1953. Nikita Khrouchtchev amorce une critique de la période stalinienne appelée déstalinisation condamnant particulièrement le caractère dictatorial et répressif du pouvoir stalinien. Le VVS est dissout sans aucune autre cérémonie.

## Palmarès
- 1950-1951 : champion de hockey
- 1951-1952 :
  - champion de hockey
  - vainqueur de la coupe d'URSS de hockey
  - champion de basket-ball
  - champion de volley-ball
- 1952-1953 : champion de hockey

## Section football

### Statistiques
| Saison | Championnat | Championnat | Championnat | Championnat | Championnat | Championnat | Championnat | Championnat | Championnat | Championnat | Coupe d'URSS        |
| Saison | Division    | Pos         | Pts         | J           | V           | N           | D           | BP          | BC          | Diff        | Coupe d'URSS        |
| ------ | ----------- | ----------- | ----------- | ----------- | ----------- | ----------- | ----------- | ----------- | ----------- | ----------- | ------------------- |
| 1945   | 2e          | 2e          | 24          | 17          | 9           | 6           | 2           | 32          | 12          | +20         | Seizièmes de finale |
| 1946   | 2e          | 1er         | 37          | 24          | 16          | 5           | 3           | 56          | 22          | +34         | Huitièmes de finale |
| 1947   | 1re         | 13e         | 11          | 24          | 3           | 5           | 16          | 21          | 54          | -33         | Huitièmes de finale |
| 1948   | 1re         | 9e          | 21          | 26          | 9           | 3           | 14          | 33          | 52          | -19         | Quarts de finale    |
| 1949   | 1re         | 8e          | 35          | 34          | 13          | 9           | 12          | 48          | 42          | +6          | Deuxième tour       |
| 1950   | 1re         | 4e          | 45          | 36          | 20          | 5           | 11          | 78          | 52          | +26         | Quarts de finale    |
| 1951   | 1re         | 10e         | 26          | 28          | 11          | 4           | 13          | 44          | 56          | -12         | Demi-finales        |
| 1952   | 1re         | 11e         | 10          | 13          | 2           | 6           | 5           | 11          | 14          | -3          | Quarts de finale    |

### Entraîneurs
La liste suivante présente les différents entraîneurs du club au cours de son existence.
- Vladimir Gorokhov (en) (1944)
- Pavel Korotkov (1945)
- Anatoli Tarassov (1946-août 1947)
- Sergueï Kapelkine (ru) (août 1947-juin 1948)
- Matveï Goldine (juin 1948-décembre 1948)
- Sergueï Kapelkine (ru) (janvier 1949-mai 1949)
- Matveï Goldine (juin 1949-décembre 1949)
- Gaioz Jejelava (en) (1950-1951)
- Vsevolod Bobrov (1952-mai 1953)